# ريتشارد س. لوكاس
ريتشارد س. لوكاس (بالإنجليزية: Richard C. Lukas)‏ هو مؤرخ أمريكي، ولد في 1937.